# South China Athletic Association
La South China Athletic Association (南華體育會足球隊S, Nánhuá Tǐyù Huì ZúqiúduìP, "associazione atletica della Cina meridionale"), a volte tradotto come South China, SCAA, è una società calcistica di Hong Kong, che milita nella Hong Kong First Division League, secondo livello del calcio di Hong Kong.

## Denominazione
- Dal 1904 al 1910: Chinese Football Team (華人足球隊S)
- Dal 1910 al 1920: South China Football Club (南華足球會S)
- Dal 1920: South China Athletic Association (南華體育會足球隊S)

## Storia

### Dalla fondazione agli anni ottanta
La squadra fu fondata nel 1908 da un gruppo di studenti cinesi a Hong Kong, tra cui Mok Hing e Tong Fuk Cheung, il capitano della nazionale cinese. Nel 1908 cambiò nome in South China Football Club.
Nel 1913 e fino almeno al 1923 il club ha rappresentato la Cina ai Giochi dell'Estremo Oriente. È l'unica squadra nella storia sportiva di Hong Kong ad aver compiuto questa impresa. Il South China perse in finale contro le Filippine, a loro volta rappresentate da un club, il Bohemian Sporting Club, nel primo torneo) ma vinse i successivi nove, fino al 1934, pur se in un caso (1930) in coabitazione con il Giappone.

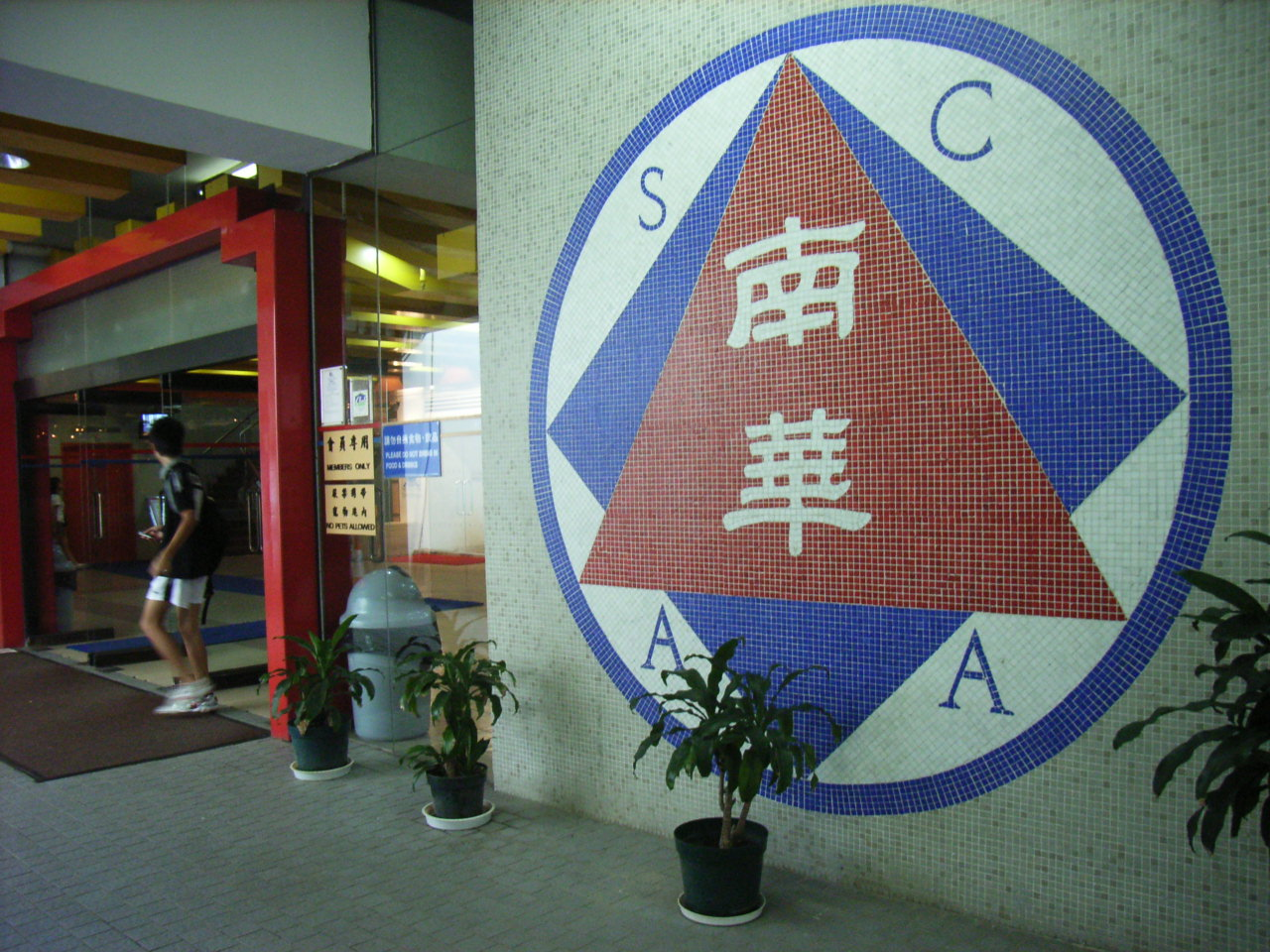
Stemma della squadra all'ingresso della sede

Nei primi anni venti, il club ha formalmente adottato il nome attuale di South China Athletic Association, cominciando inoltre ad interessarsi ad altri sport, come la pallacanestro.

### L'apertura ai non-cinesi
Sin dalla fondazione, il South China ha perseverato nella sua politica di tesseramento esclusivo di giocatori cinesi. Anche i primi "stranieri" del club non erano altro che oriundi cinesi: è il caso di Edmund Wee, Chow Chee Keong, Chan Kwok Leung tra gli altri.
Fino al 1980 circa questa politica ha avuto molto successo ma, quando il calcio professionistico è decollato a Hong Kong, il club non ha più potuto applicarla senza rischiare di perdere competitività. Così, all'inizio della stagione 1981-1982, si decise di porre fine a più di 60 anni di "isolazionismo", evitando in tal modo la retrocessione, pur se al prezzo di qualche tafferuglio. Il 6 giugno 1982 infatti, dopo la partita contro il Caroline Hill, i tifosi insorsero fuori dallo stadio contro l'apertura politica della squadra, provocando i più grandi disordini ad Hong Kong dalla rivolta di sinistra del 1967.
Nella stagione 1993-1994 il club raggiunge la finale di Coppa delle Coppe dell'AFC, primo caso di una squadra di Hong Kong capace di raggiungere la finale di un torneo calcistico continentale. Nel corso della manifestazione il South China eliminò i cinesi del Dalian nel primo turno, gli indiani dell'East Bengal nel secondo e poi, dopo il ritiro dei giapponesi del Nissan dalle semifinali, si trovò direttamente ammesso alla finale contro i sauditi del Qadisiyah. Sia nella finale d'andata ad Hong Kong (2-4) che in quella di ritorno a Riad (0-2) arrivò la sconfitta; a tutt'oggi questo rimane il miglior risultato internazionale di un club di Hong Kong.

### Storia recente
Non essendo riuscito a battere i Citizens nell'ultima partita della stagione 2005–2006, il South China avrebbe dovuto retrocedere in seconda divisione per la prima volta dal 1983. Tuttavia, il 14 giugno 2006 la Hong Kong Football Association ha accettato la richiesta del club di conservare il proprio posto in prima divisione, con la promessa di rafforzare la squadra. Il club riuscì a mantenere le sue promesse: nella stagione 2006-2007 conquistò il primo titolo nazionale da sette anni a quella parte, vittoria che si accompagnò a quelle nella FA Cup e nel Senior Shield.

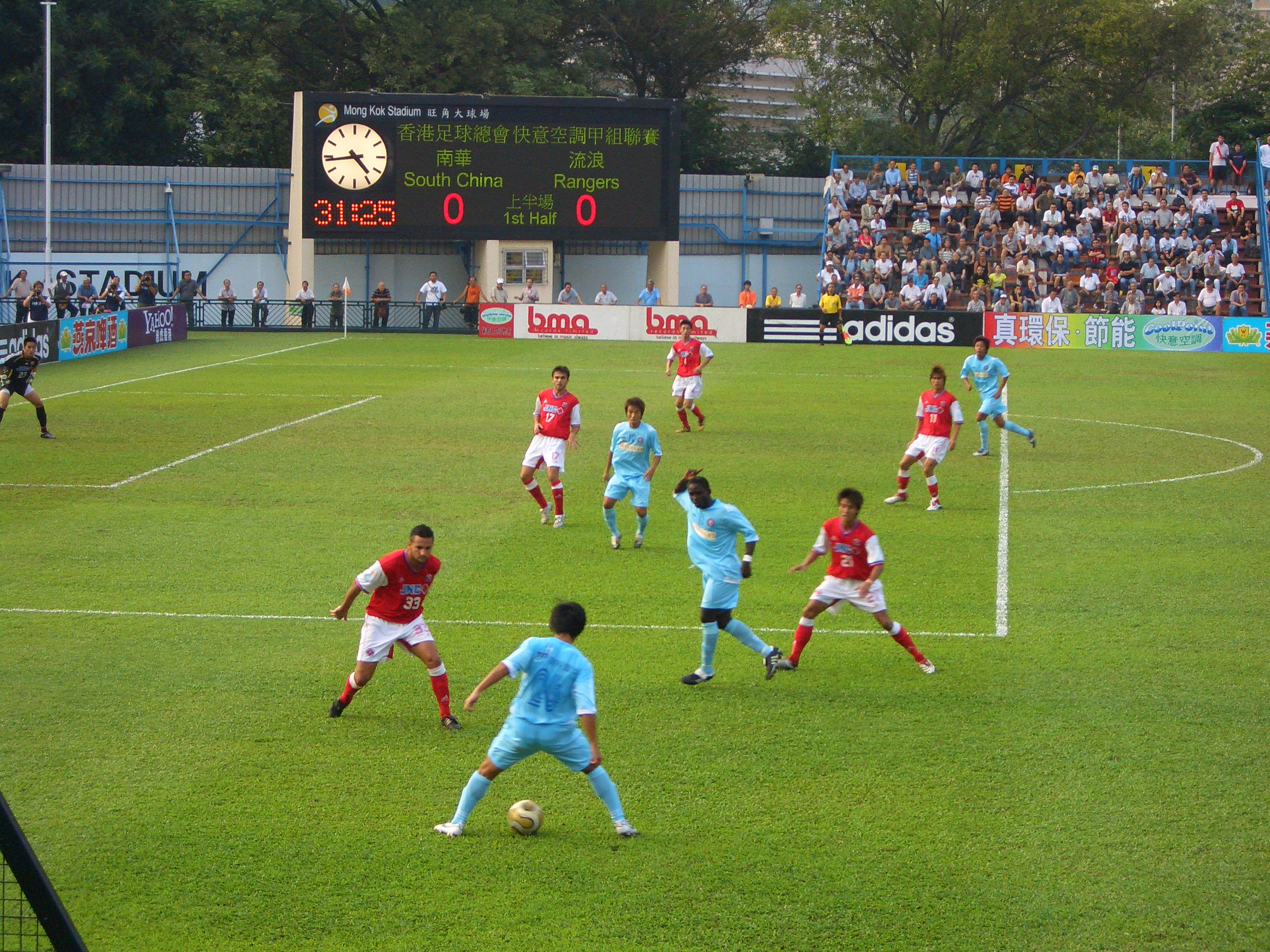
Una partita del South China nella stagione 2005-2006

La squadra è andata sempre più rafforzandosi, ottenendo sempre più successi sul fronte interno, con tre campionati vinti consecutivamente; nondimeno sono arrivati importanti successi internazionali, con le semifinali nella Coppa dell'AFC 2010. Grazie a questi risultati, il South China ha scalato le posizioni del ranking mondiale per club, ottenendo il nuovo punteggio massimo di 145 e superando anche gli altri club della Cina continentale, generalmente considerati di livello superiore ai club di Hong Kong. Negli ultimi anni il South China ha partecipato a diversi incontri prestagionali con club europei, tra cui spicca una vittoria per 2-0 contro il Tottenham Hotspur. Gli Spurs sono anche il partner privilegiato del club, dal 2009.
Gran parte del successo recente è stata attribuita al presidente Steven Lo, che ha svolto un ruolo importante nel riaccendere l'interesse attorno al calcio nel territorio di Hong Kong. Il South China ha reinventato la propria immagine, collaborando con diverse organizzazioni e legandosi a diversi marchi. A partire dal 2007 è attiva una cooperazione con la Croce Rossa di Hong Kong. Successivamente il club si legò al marchio Armani, scelto come nuovo sarto ufficiale. Durante le celebrazioni per il centenario del South China, il progettista Philippe Starck ha realizzato una versione speciale della Peninsula Chair, con impressi i volti di squadra e presidente.

## Stadio
Lo stadio utilizzato della squadra è l'Hong Kong Stadium di Caolun, che può ospitare fino a 40.500 spettatori e ospita anche le partite della nazionale di calcio di Hong Kong.

## Colori e simbolo
I colori sociali della squadra sono il rosso, il bianco e l'azzurro. Lo stemma della squadra è composto da un cerchio bianco, un rombo blu e un triangolo rosso.

## Organico

### Rosa 2018-2019
| N. |                        | Ruolo | Calciatore       |
| -- | ---------------------- | ----- | ---------------- |
| 1  | Hong Kong (bandiera)   | P     | Lit Hoi Yat      |
| 2  | Hong Kong (bandiera)   | D     | Law Man Chung    |
| 3  | Hong Kong (bandiera)   | D     | Leung Yau Wai    |
| 4  | Hong Kong (bandiera)   | C     | Siu Pak Lam      |
| 5  | Hong Kong (bandiera)   | D     | Ng Cheuk Hin     |
| 6  | Hong Kong (bandiera)   | D     | Law Wing Lun     |
| 7  | Hong Kong (bandiera)   | A     | Ha Chun Ming Rex |
| 8  | Hong Kong (bandiera)   | A     | Ko Chun          |
| 9  | Inghilterra (bandiera) | A     | James Stroud     |
| 10 | Hong Kong (bandiera)   | C     | Lui Wai Chiu     |
| 11 | Hong Kong (bandiera)   | A     | Yau Ping Kai     |
| 12 | Hong Kong (bandiera)   | C     | Yung Cheuk Leung |

| N. |                      | Ruolo | Calciatore                |
| -- | -------------------- | ----- | ------------------------- |
| 13 | Hong Kong (bandiera) | C     | Siu Pui lam               |
| 14 | Hong Kong (bandiera) | D     | Fok Yik Sing              |
| 15 | Hong Kong (bandiera) | D     | Yim Kai Wa                |
| 16 | Hong Kong (bandiera) | C     | Mak Yin Kan Leo           |
| 17 | Hong Kong (bandiera) | D     | Ma Kin Chung              |
| 18 | Hong Kong (bandiera) | D     | Wong Ho Chun              |
| 19 | Hong Kong (bandiera) | C     | Wong Ka Kin               |
| 21 | Hong Kong (bandiera) | P     | Man Wai Sum               |
| 22 | Hong Kong (bandiera) | D     | Law Ka Long               |
| 23 | Hong Kong (bandiera) | D     | Lee Chun Lok              |
| 24 | Hong Kong (bandiera) | D     | Choi Chung Yin (capitano) |
| 25 | Hong Kong (bandiera) | A     | Kwok Yue Hung             |

### Staff tecnico
- Ultima modifica il 28 luglio 2011.[7][8]

| Posizione                   | Nome           | Nome         |
| Posizione                   | Inglese        | Trad. Cinese |
| --------------------------- | -------------- | ------------ |
| Presidente/ Team Manager    | Steven Lo      | 羅傑承       |
| Tecnico                     |                |              |
| Allenatore                  | Cheung Po Chun | 張寶春       |
| Vice-allenatore             | Ku Kam Fai     | 顧錦輝       |
| Vice-allenatore             | Dega           | 祖利亞       |
| Allenatore portieri         | Fan Chun Yip   | 范俊業       |
| Menageriali                 |                |              |
| Team Manager                | Jackal Hui     | 許家銓       |
| Assistente Amministrativo   | Chan Chun Yu   | 陳振宇       |
| Consulenti                  |                |              |
| Psicologo                   | Jacky Leung    | 梁澤祺       |
| Terapista                   | Lau Pok Yin    | 劉璞現       |
| Marketing                   |                |              |
| Project Manager             | Soso Ip        | 葉偉茹       |
| Ufficio pubbliche relazioni | Mandy Chan     | 陳凱雯       |
| Project Esecutivo           | Kari Li        | 李碧駿       |
| Multimedia Designer         | Theo Hung      | 洪偉基       |

## Palmarès

### Trofei nazionali
- Campionato di Second Division League: 5

1917-1918, 1925-1926, 1933-1934, 1951-1952, 1952-1953
- Hong Kong Premier League: 41

1923-1924, 1930-1931, 1932-1933, 1934-1935, 1935-1936, 1937-1938, 1938-1939, 1939-1940, 1940-1941, 1948-1949, 1950-1951, 1951-1952, 1952-1953, 1954-1955, 1956-1957, 1957-1958, 1958-1959, 1959-1960, 1960-1961, 1961-1962, 1965-1966, 1967-1968, 1968-1969, 1971-1972, 1973-1974, 1975-1976, 1976-1977, 1977-1978, 1985-1986, 1986-1987, 1987-1988, 1989-1990, 1990-1991, 1991-1992, 1996-1997, 1999-2000, 2006-2007, 2007-2008, 2008-2009, 2009-2010, 2012-2013
- Senior Shield: 30

1928-1929, 1930-1931, 1932-1933, 1934-1935, 1935-1936, 1936-1937, 1937-1938, 1938-1939, 1940-1941, 1948-1949, 1954-1955, 1956-1957, 1957-1958, 1958-1959, 1960-1961, 1961-1962, 1964-1965, 1971-1972, 1985-1986, 1987-1988, 1988-1989, 1990-1991, 1995-1996, 1996-1997, 1998-1999, 1999-2000, 2001-2002, 2002-2003, 2006-2007, 2009-2010
- Coppa del Viceré: 8

1971-1972, 1979-1980, 1986-1987, 1987-1988, 1990-1991, 1992-1993, 1993-1994, 1997-1998
- Hong Kong FA Cup: 10

1984-1985, 1986-1987, 1987-1988, 1989-1990, 1990-1991, 1995-1996, 1998-1999, 2001-2002, 2006-2007, 2010-2011
- Coppa di Lega di Hong Kong: 3

2001-2002, 2007-2008, 2010-2011
- Junior Shield: 9

1947-1948, 1950-1951, 1952-1953, 1953-1954, 1954-1955, 1956-1957, 1957-1958, 1958-1959, 1966-1967

### Altri piazzamenti
- Campionato di First Division League: secondo posto

1928-1929, 1946-1947, 1953-1954, 1955-1956, 1964-1965, 1966-1967, 1972-1973, 1980-1981, 1984-1985, 1988-1989, 1992-1993, 1994-1995, 1995-1996, 1997-1998, 1998-1999, 2010-2011
- Coppa del Viceré: finalista

1973-1974, 1974-1975, 1984-1985, 1985-1986, 1989-1990, 1991-1992, 1995-1996
- Hong Kong FA Cup: finalista

1975-1976, 1985-1986, 1997-1998, 2000-2001
- Coppa delle Coppe dell'AFC: finalista

1993-1994
- Hong Kong Community Shield: finalista

2009
- Coppa delle Coppe dell'AFC:

Finalista: 1993-1994
- Coppa dell'AFC:

Semifinalista: 2009